# 1129

## Догађаји
- 14. април – Пратећи капетску традицију, краљ Луј VI (Дебели) крунише свог најстаријег сина Филипа за савладара Француске у катедрали у Ремсу. Сам Луј постаје национални заштитник целе Француске.
- Великожупанска Србија прихвата врховну власт Византијског царства.
- 2. јун – Фулк V, гроф Анжујски, жени се Мелисендом (ћерком краља Балдуина II), наследницом Јерусалимског краљевства. Фулк се одриче своје титуле која прелази на његовог 15-годишњег сина, Џефрија V (Лепог).
- Септембар – Руђер II од Сицилије добија признање за војводу у Мелфију од норманских племића из Напуља, Барија, Капуе, Салерна и других градова који су му се отпорнили.
- Замак Бургштајнфурт је изграђен у данашњем Штајнфурту (данашња Немачка).
- Рат Ђин-Сунг: Цар Гао Зонг из династије Сунг премешта престоницу из Јангџоуа у Хангџоу, након што је династија Ђурчен Ђин освојила Кајфенг у инциденту код Ђингканга.
- 26. март – Гао Зонг абдицира након побуне дворске гарде. Његов двогодишњи син Жао Фу га наслеђује, али царица Менг постаје регенткиња и једини владар. Након месец дана Гао Зонг враћа престо (уз подршку царске војске коју предводи генерал Хан Шижунг). Жао Фу је приморан да абдицира након што је Менг владао 25 дана.Цар Ширакава (1073-1087)
- 24. јул – Бивши цар Ширакава умире у свом родном Кјоту. Његов син Тоба почиње своју затворену владавину, делећи власт са Сутокуом, унуком Ширакаве.

## Смрти
- Алмош Угарски